# Charlie Chan in Ägypten
Charlie Chan in Ägypten (Originaltitel Charlie Chan in Egypt) ist ein US-amerikanischer Kriminalfilm von Louis King aus dem Jahr 1935 mit Warner Oland in der Titelrolle. Die Figur des chinesisch-hawaiischen Detektivs Charlie Chan basiert auf einer Romanreihe von Earl Derr Biggers.

## Handlung
Detektiv Charlie Chan reist im Auftrag der französischen Gesellschaft für Archäologie nach Ägypten, um vor Ort herauszufinden, warum wertvolle Fundstücke einer französischen Grabung unter der Leitung von Professor Arnold statt in den Museen von Paris in privaten Sammlungen auftauchen. In Kairo angekommen, erfährt Chan von Arnolds Tochter Carol und ihrem Verlobten Tom Evans, dass der Professor seit über einem Monat vermisst wird. Um Carols Nerven zu beruhigen, lässt Tom Dr. Anton Racine zu ihr bringen, nachdem sie halluziniert hat, Sachmet, die ägyptische Göttin der Rache, zu sein, die das Grab bewacht, wo die Artefakte gefunden wurden. Dr. Racine verabreicht ihr ein Beruhigungsmittel und ihre Dienerin Nayda kümmert sich um sie, während Chan seinen Ermittlungen nachgeht.
Im Labor von Arnolds Haus untersuchen Chan, Tom und Professor John Thurston eine Mumie der Grabung mit Hilfe von Röntgenstrahlen. Als Chan bemerkt, dass in der Brust der Mumie eine Pistolenkugel steckt, befreien sie die angebliche Mumie von ihrer Hülle und entdecken, dass darin kein altägyptischer Herrscher seine letzte Ruhe fand, sondern Professor Arnold. Anschließend offenbart Prof. Thurston gegenüber Chan, dass er es gewesen sei, der die Fundstücke an private Sammler gewinnbringend verkauft habe, um Dr. Racine Geld zurückzuzahlen, das er sich von diesem einst geliehen hatte. Arnolds Sohn Barry, der sich ebenfalls im Kreis der Wissenschaftler aufhält, hört heimlich, wie sich Chan und Thurston über den Tod seines Vaters unterhalten. In einem Anfall von Hysterie verkündet er, dass seine gesamte Familie früher oder später durch den Fluch des Grabes vorzeitig sterben werde.
Noch in derselben Nacht will Chan das Grab genauer unter die Lupe nehmen. Zu diesem Zweck begleiten ihn Tom und dessen Diener Snowshoes. Nur kurz nachdem sie das Grab betreten haben, werden sie von einer Vision der Sachmet heimgesucht. Sie brechen sofort ihr Vorhaben ab und kehren in ihre Unterkunft zurück. Tags darauf reist Chan nach Luxor, um dem Chemiker, der Dr. Racines Medizin fabriziert, einige Fragen zu stellen. Als Chan in Arnolds Haus zurückkehrt, ist eine Autopsie des Professors bereits in vollem Gange. Als Chan mit der Leiche allein ist, entnimmt er ihr die Kugel nahe dem Herzen und versammelt kurz darauf alle Beteiligten im Salon des Hauses. Er befragt Dr. Racine nach einer Droge, die schwere Halluzinationen und den Tod verursacht. Chan vermutet, dass ebendieses Mittel in kleinen Dosen auf Carols Zigaretten platziert wurde, um bei ihr Wahnvorstellungen hervorzurufen.
Als Chan mit Barry Arnold über dessen Vater und einen geheimen Schatz sprechen will, findet er diesen tot in seinem Zimmer vor. Er starb, während er auf seiner Violine spielte. Angesichts dieses weiteren Todesfalls beschließen Chan, Tom und Snowshoes, das Grab erneut zu betreten, wo sie schließlich eine geheime Kammer finden, die zahlreiche Kostbarkeiten beherbergt. Als Tom den Raum betritt, wird er plötzlich angeschossen. Chan und Snowshoes bringen den bewusstlosen Tom unverzüglich zum Haus zurück, um seine Wunde zu versorgen. Daraufhin untersucht Chan Barrys Zimmer, um Hinweise auf einen Mord an Barry zu finden. Wie sich herausstellt, befand sich in Barrys Violine eine kleine Glaskapsel, die mit Giftgas gefüllt war und bei besonders hohen Tönen der Violine zersprang, sodass das Gift freigesetzt wurde und Barry ums Leben kam. Chan ist überzeugt, dass es die geheime Schatzkammer war, die den Mörder zu seinen Taten motivierte.
Nachdem sich Carol von Thurston hat überreden lassen, Tom etwas Ruhe zu gönnen und sich selbst schlafen zu legen, erscheint Thurston in Toms Zimmer, um ihn mit Dr. Racines Lanzette an der Stelle seiner Schusswunde zu erstechen. Doch Chan erreicht zusammen mit der Polizei den Schauplatz des Geschehens im letzten Moment und verhindert einen weiteren Mord, nachdem er festgestellt hatte, dass die Kugeln, die Arnold getötet und Tom verletzt hatten, aus Thurstons Waffe stammen. Zudem war es auch Thurston, der Carol mit der Droge in den Wahnsinn treiben wollte. Während dieser schließlich abgeführt wird, erlangt Tom sein Bewusstsein zurück und Carol fällt ihm erleichtert in die Arme.

## Hintergrund
Die Figur des Charlie Chan basiert auf einer Romanreihe des US-amerikanischen Autors Earl Derr Biggers. Charlie Chan in Ägypten war der achte Teil der beliebten Verfilmungen dieser Reihe durch die Fox Film Corporation. Warner Oland übernahm dabei erneut die Rolle des Detektivs, der Krimifans vor allem durch seine Aphorismen bekannt wurde wie „Hasty conclusion easy to make, like hole in water“ (zu dt.: „Übereilte Schlüsse lassen sich leicht ziehen, genauso wie Löcher in Wasser“). Rita Hayworth trat in einer kleinen Nebenrolle unter dem Namen Rita Cansino auf.
Der erste Charlie-Chan-Film wurde bereits 1926 unter dem Titel The House Without a Key gedreht. Ab 1931 wurde daraus durch Fox bzw. ab 1935 durch 20th Century Fox eine 16-teilige Serie mit Oland. Danach schlüpfte eine Reihe weiterer Darsteller in die Rolle des Detektivs. Fast 50 Mal erschien Charlie Chan auf der Leinwand, unter anderem auch mit Peter Ustinov in Charlie Chan und der Fluch der Drachenkönigin (1981).

## Kritiken
„Großartige Atmosphäre, einzigartige Kulissen und noch dazu köstliche Gags von Stepin Fetchit setzen diesen [Film] an die Spitze der Charlie-Chan-Reihe“, befand Photoplay seinerzeit. Oland sei zudem „in Hochform“. Laut Variety habe der Film „alle Zutaten, um den Ansprüchen von Krimifans gerecht zu werden“. Neben Oland liefere auch James Eagles „eine herausragende Darbietung“. Für Andre Sennwald von der New York Times war Charlie Chan in Ägypten „ein lebendiger und unterhaltsamer, wenngleich auch unbedeutender Krimi“. Warner Oland sei „natürlich ideal besetzt in seiner berühmtesten Leinwandrolle“.
Craig Butler vom All Movie Guide meinte rückblickend, dass der Film „ein ziemlich anständiges Skript“ zu bieten habe. Die Kulissen und Horrorelemente hätten ihm „eine spezielle Note“ verliehen, „durch die er innerhalb der Reihe hervorsticht“. Wie immer sei Warner Oland als Chan „herausragend“, und es sei zudem „ein Vergnügen, die noch sehr junge Rita Hayworth als Dienerin zu sehen“.

## Deutsche Fassung
Die deutsche Synchronfassung entstand 1977 durch die Lingua Film GmbH München im Auftrag der ARD. Die Synchronregie führte Gert Rabanus.
| Rolle                   | Darsteller       | Synchronsprecher    |
| ----------------------- | ---------------- | ------------------- |
| Charlie Chan            | Warner Oland     | Klaus Höhne         |
| Carol Arnold            | Pat Paterson     | Johanna Mertinz     |
| Tom Evans               | Thomas Beck      | Günter Clemens      |
| Nayda                   | Rita Hayworth    | Monika Rasky        |
| Snowshoes               | Stepin Fetchit   | Erich Ebert         |
| Dr. Anton Racine        | Jameson Thomas   | Eberhard Mondry     |
| Prof. John Thurston     | Frank Conroy     | Karl Walter Diess   |
| Edfu Ahmad              | Nigel De Brulier | Klaus Guth          |
| Inspektor Fouad Soueida | Paul Porcasi     | Vittorio Casagrande |
| Dragoman                | Arthur Stone     | Panos Papadopulos   |
| Barry Arnold            | James Eagles     | Raimund Stelges     |
| Prof. Arnold            | George Irving    | Ernst Schlott       |